# Oscar 2006
Cea de-a 78-a ediție a Premiilor Academiei Americane de Film a avut loc pe 5 martie 2006 la Kodak Theatre din Hollywood, California. Gazda show-lui a fost actorul Jon Stewart.

## Nominalizări
Filmele nominalizate au fost anunțate marți 31 ianuarie 2006 de către președintele academiei Sid Ganis și actrița Mira Sorvino.
Câștigătorii sunt indicați la fiecare categorie prin font îngroșat

### Cel mai bun film
- Brokeback Mountain
- Capote
- Crash
- Good Night, and Good Luck
- München

### Cel mai bun regizor
- George Clooney - Good Night, and Good Luck
- Paul Haggis - Crash
- Ang Lee - Brokeback Mountain
- Bennett Miller - Capote
- Steven Spielberg - München

### Cel mai bun actor
- Philip Seymour Hoffman - Capote
- Terrence Howard - Hustle & Flow
- Heath Ledger - Brokeback Mountain
- Joaquin Phoenix - Walk the Line
- David Strathairn - Good Night, and Good Luck

### Cea mai bună actriță
- Judi Dench - Mrs. Henderson Presents
- Felicity Huffman - Transamerica
- Keira Knightley - Pride & Prejudice
- Charlize Theron - North Country
- Reese Witherspoon - Walk the Line

### Cel mai bun actor în rol secundar
- George Clooney - Syriana
- Matt Dillon - Crash
- Paul Giamatti - Cinderella Man
- Jake Gyllenhaal - Brokeback Mountain
- William Hurt - A History of Violence

### Cea mai bună actriță în rol secundar
- Amy Adams - Junebug
- Catherine Keener - Capote
- Frances McDormand - North Country
- Rachel Weisz - The Constant Gardener
- Michelle Williams - Brokeback Mountain

### Cel mai bun film de desene animate
- Howl's Moving Castle
- Tim Burton's Corpse Bride
- Wallace & Gromit: The Curse of the Were-Rabbit

### Cel mai bun film străin
- Don't Tell (Italia)
- Joyeux Noël (Franța)
- Paradise Now (Teritoriile Palestiniene)
- Sophie Scholl - The Final Days (Germania)
- Tsotsi (Africa de Sud)

### Cel mai bun scenariu adaptat
- Brokeback Mountain
- Capote
- The Constant Gardener
- A History of Violence
- München

### Cel mai bun scenariu original
- Crash
- Good Night, and Good Luck
- Match Point
- The Squid and the Whale
- Syriana

### Cele mai bune decoruri
- Good Night, and Good Luck
- Harry Potter and the Goblet of Fire
- King Kong
- Memoirs of a Geisha
- Pride & Prejudice

### Cea mai bună imagine
- Batman Begins
- Brokeback Mountain
- Good Night, and Good Luck.
- Dion Beebe - Memoirs of a Geisha
- The New World

### Cele mai bune costume
- Gabriella Pescucci - Charlie and the Chocolate Factory
- Colleen Atwood - Memoirs of a Geisha
- Sandy Powell - Mrs. Henderson Presents
- Jacqueline Durran - Pride & Prejudice
- Arianne Phillips - Walk the Line

### Cel mai bun film documentar
- Darwin's Nightmare
- Enron: The Smartest Guys in the Room
- March of the Penguins
- Murderball
- Street Fight

### Cel mai bun scurt metraj documentar
- The Death of Kevin Carter: Casualty of the Bang Bang Club
- God Sleeps in Rwanda
- The Mushroom Club
- A Note of Triumph: The Golden Age of Norman Corwin

### Cel mai bun montaj
- Cinderella Man
- The Constant Gardener
- Crash
- München
- Walk the Line

### Cel mai bun machiaj
- The Chronicles of Narnia: The Lion, the Witch and the Wardrobe
- Cinderella Man
- Star Wars Episode III: Revenge of the Sith

### Cea mai bună coloană sonoră
- Brokeback Mountain
- The Constant Gardener
- Memoirs of a Geisha
- München
- Pride & Prejudice

### Cea mai bună melodie originală
- "In the Deep" – Crash
- "It's Hard Out Here for a Pimp" – Hustle & Flow
- "Travelin' Thru" – Transamerica

### Cel mai bun scurt metraj de desene animate
- Badgered
- The Moon and the Son: An Imagined Conversation
- The Mysterious Geographic Explorations of Jasper Morello
- 9
- One Man Band

### Cel mai bun scurt metraj
- Ausreißer (The Runaway)
- Cashback
- The Last Farm
- Our Time is Up
- Six Shooter

### Cel mai bun montaj sonor
- King Kong
- Memoirs of a Geisha
- War of the Worlds

### Cel mai bun mixaj sonor
- The Chronicles of Narnia: The Lion, the Witch and the Wardrobe
- King Kong
- Memoirs of a Geisha
- Walk the Line
- War of the Worlds

### Cele mai bune efecte vizuale
- The Chronicles of Narnia: The Lion, the Witch and the Wardrobe
- King Kong
- War of the Worlds

### Premii speciale
- Regizorul Robert Altman
- Actorul George Clooney

## Filme cu multiple nominalizări
Opt
- Brokeback Mountain

Șase
- Crash
- Good Night, and Good Luck
- Memoirs of a Geisha

Cinci
- Capote
- München
- Walk the Line

Patru
- King Kong
- Pride & Prejudice
- The Constant Gardener

Trei
- Cinderella Man
- The Chronicles of Narnia: The Lion, the Witch and the Wardrobe
- War of the Worlds

Două
- A History of Violence
- Hustle & Flow
- Mrs. Henderson Presents
- North Country
- Syriana
- Transamerica